# 氏家龍渓
氏家 龍渓（うじいえ りゅうけい、本名：剛太夫、安永4年（1775年） - 天保5年10月24日（1834年11月24日））は、日本の南画家、庄内藩士、琴の名手。清、天爵とも。

## 略歴
- 1775年（安永4年） - 誕生
- 1805年（文化2年） - 庄内藩校致道館司書
- 1811年（文化8年） - 致道館版『易経』の版下を書く。
- 1814年（文化11年） - 同職退職
- 中間頭、大納戸などを経る。
- 1831年（天保2年） - 中風で職を辞任
- 1834年（天保5年）11月24日 - 死去する。鶴岡の禅竜寺に墓がある。

## 作品
- 『山水図』 致道博物館蔵

## 遺品
- 七弦琴 - 荘内神社蔵

## 関係者
- 師：常南元政
- 弟子：石井子龍